# Rutilia pellucens
Rutilia pellucens är en tvåvingeart som beskrevs av Macquart 1846. Rutilia pellucens ingår i släktet Rutilia och familjen parasitflugor. Inga underarter finns listade i Catalogue of Life.